# Parodia werdermanniana
Parodia werdermanniana là một loài thực vật có hoa trong họ Cactaceae. Loài này được (Herter) N.P. Taylor mô tả khoa học đầu tiên năm 1987.